# Sankt-Elisabeth-Kirche (Znojmo)
Die Sankt-Elisabeth-Kirche wurde ursprünglich als Kirche für das Franziskanerkloster in Znojmo (Znaim) in Tschechien errichtet.

## Geschichte
Das vermutlich erste Spital Znaims befand sich um 1363 vor dem Oberen Tor der Stadt und um 1380 wird ein Sankt-Elisabeth-Hofspital erwähnt. Eine Kirche im Spital wird anlässlich einer Stiftung erstmals 1457 genannt. Die nächste bekannte urkundliche Erwähnung folgt aus dem gleichen Anlass im Jahr 1463.
Nach der Verlegung der Franziskaner aus der ungeschützten unteren Vorstadt in das verlassene ehemalige Minoritenkloster im Jahr 1534 ordnete der böhmische und römisch-deutsche König Ferdinand I. an, dass die Stadt das nunmehr leerstehende Franziskanerkloster in der unteren Vorstadt für einen gemeinnützigen Zweck zu erwerben habe. Die Stadt Znaim leistete dieser Anordnung folge, indem sie hier ein zweites Hofspital einrichtete.
In der Reformationszeit nahm der in der Sankt-Michaels-Kirche tätige Prediger auch die ehemalige, dem heiligen Bernhard geweihte Klosterkirche in Besitz, um hier ebenfalls zu predigen. Außerdem wurde hier ein Friedhof eingerichtet. Gegen dieses Vorgehen legte Abt Sebastian I. von Klosterbruck zwar Protest ein, doch dieser blieb ohne Erfolg.
Gegen Ende des 16. Jahrhunderts wurde das in der oberen Vorstadt befindliche Spital geschlossen und seine Insassen in die untere Vorstadt verlegt. Zu einem unbekannten Zeitpunkt wurde das Patronat des heiligen Bernhard über die Kirche im ehemaligen Franziskanerkloster aufgelassen und jenes der heiligen Elisabeth von der Kirche des Spitals in der oberen Vorstadt hierher übertragen. Möglicherweise geschah dies im Zusammenhang mit einem Neu- oder Umbau der nunmehrigen Elisabethkirche. 1614 wurde durch die Stadt Znaim das Dach der Sankt-Elisabeth-Kirche erneuert.
Johann Georg Weindl gründete eine Stiftung, die am 12. November 1743 in Znaim veröffentlicht wurde, welche einen Weltpriester für die Sankt-Elisabeth-Kirche finanzierte. Am 13. Mai 1752 wurde der betreffende Stiftsbrief genehmigt.
Die Aufhebung des Prämonstratenserchorherrenstifts Klosterbruck im Jahr 1784 hatte 1786 auch eine neue Einteilung der Pfarren in Znaim zur Folge. In diesem Jahr wurde auch bei der Elisabethkirche der neue Friedhof der Stadt errichtet. Die Elisabethkirche selbst wurde zur Pfarrkirche erhoben und erhielt von der alten Pfarrkirche Sankt Barbara in Klosterbruck Kirchenstühle und die Orgel sowie aus dem Stift mehrere Kirchenparamente.
In den Kriegsjahren 1762, 1805 und 1809 wurde die Sankt-Elisabeth-Kirche als Vorratslager benutzt.
1824 wurde die Aufhebung der Pfarre Sankt Elisabeth beschlossen, womit auch die Pfarreinteilung in diesem Gebiet neu geordnet werden musste.
Um das Jahr 2009 wurde die Sankt-Elisabeth-Kirche renoviert.